# Église Notre-Dame d'Avy
L'église Notre-Dame est une église de style roman saintongeais située à Avy en Saintonge, dans le département français de la Charente-Maritime en région Nouvelle-Aquitaine.

## Localisation
L'église est située dans le département français de la Charente-Maritime, sur la commune d'Avy, en Saintonge.

## Historique
L'église Notre-Dame fut construite en style roman au XIIe siècle et réédifiée dans sa partie orientale en style gothique après les destructions de la guerre de Cent Ans.

## Description
Bâtie avec une nef unique qui est rehaussée d'un litre funéraire, elle possède un clocher avec coupole dont la flèche est du XVe siècle. La chapelle latérale est ornée d'une fresque, elle a été remaniée au XIVe siècle. Son portail occidental est décoré de modillons et surmonté d'un pignon triangulaire. La voûte du portail est décorée de vieillards et d'oiseaux remarquables.

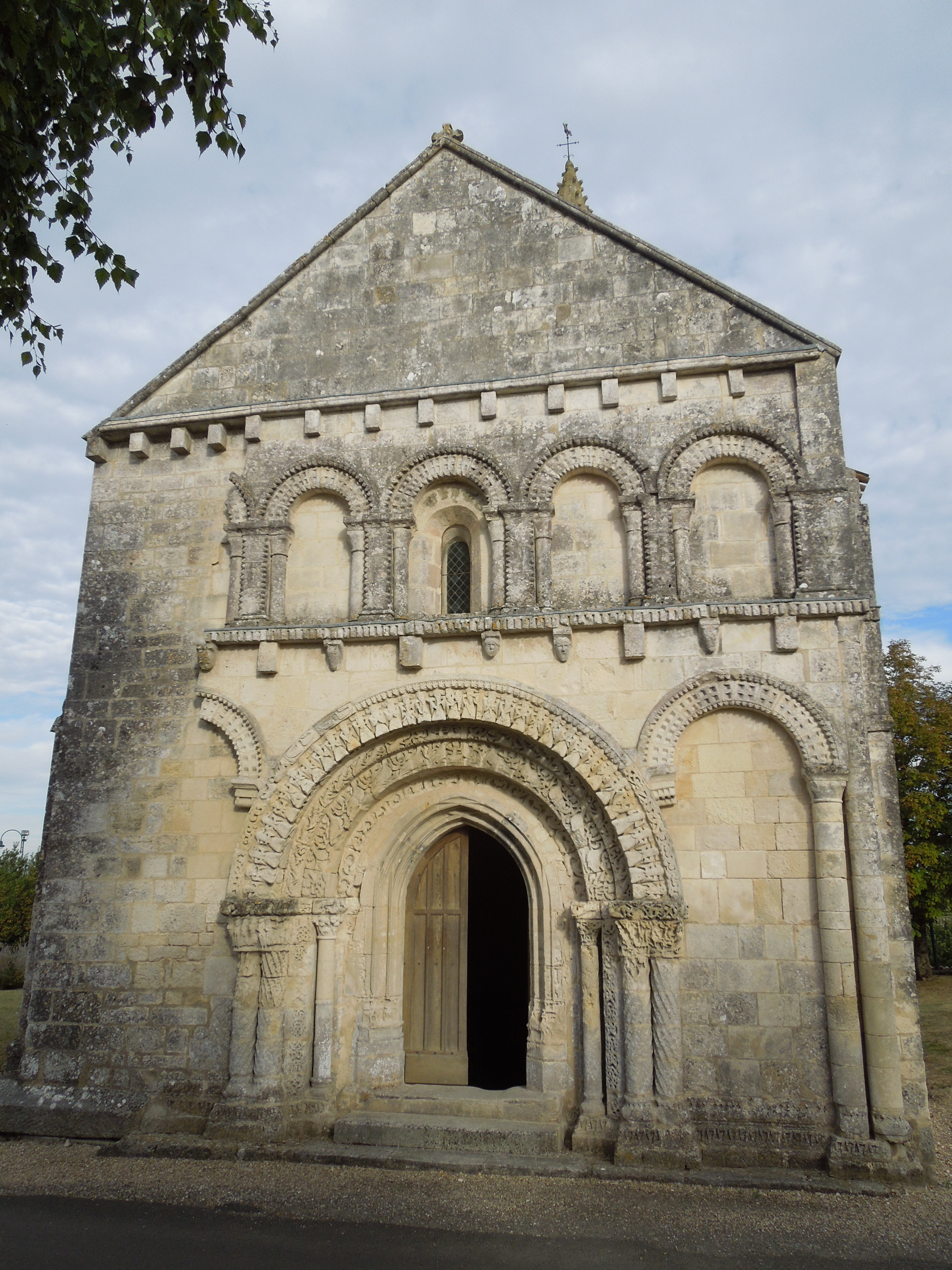
Le portail et la façade occidentale.

## Protection
L'église Notre-Dame fait l'objet d'un classement au titre des monuments historiques depuis le 4 septembre 1902.

## Galerie de photos

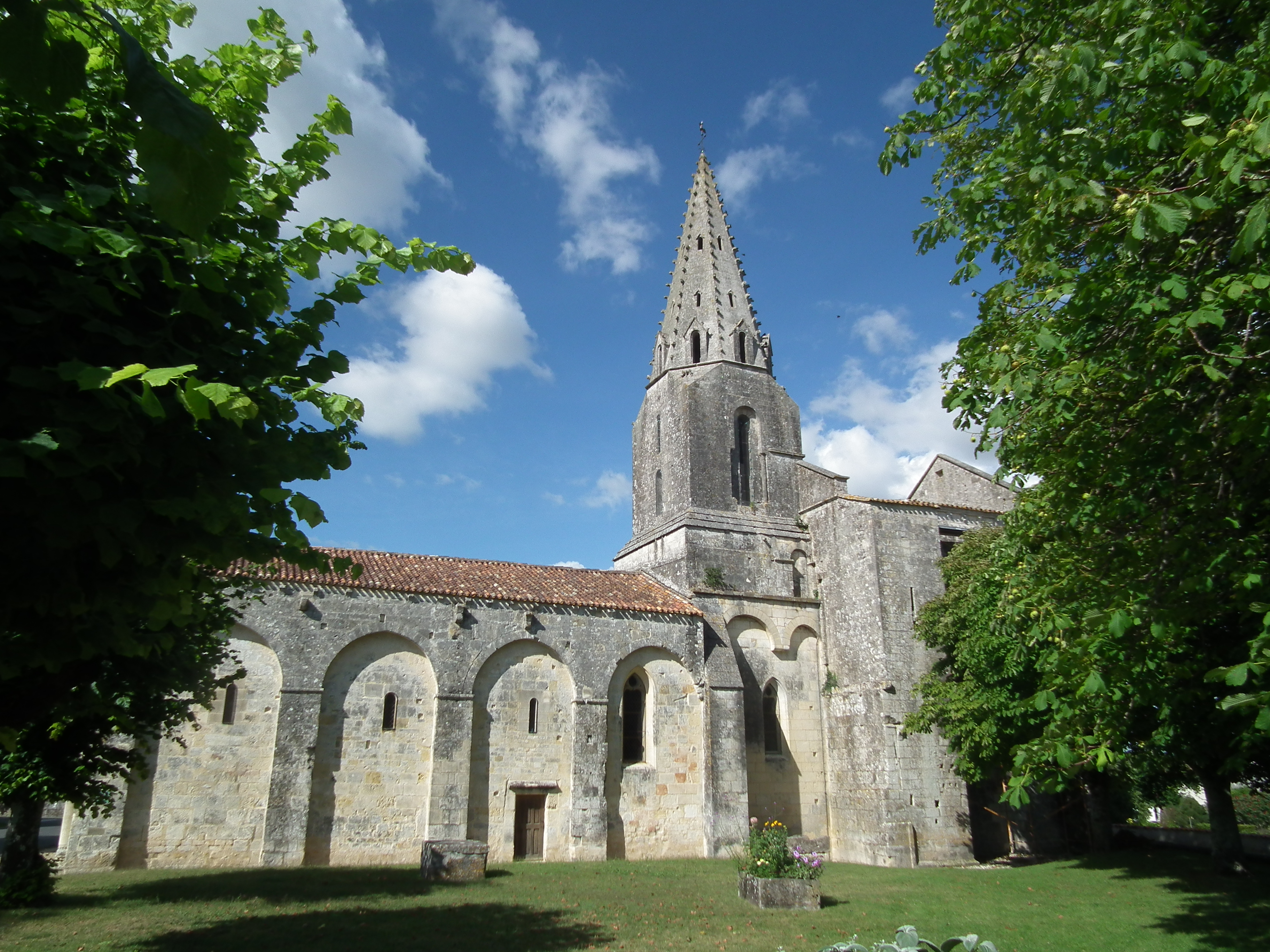
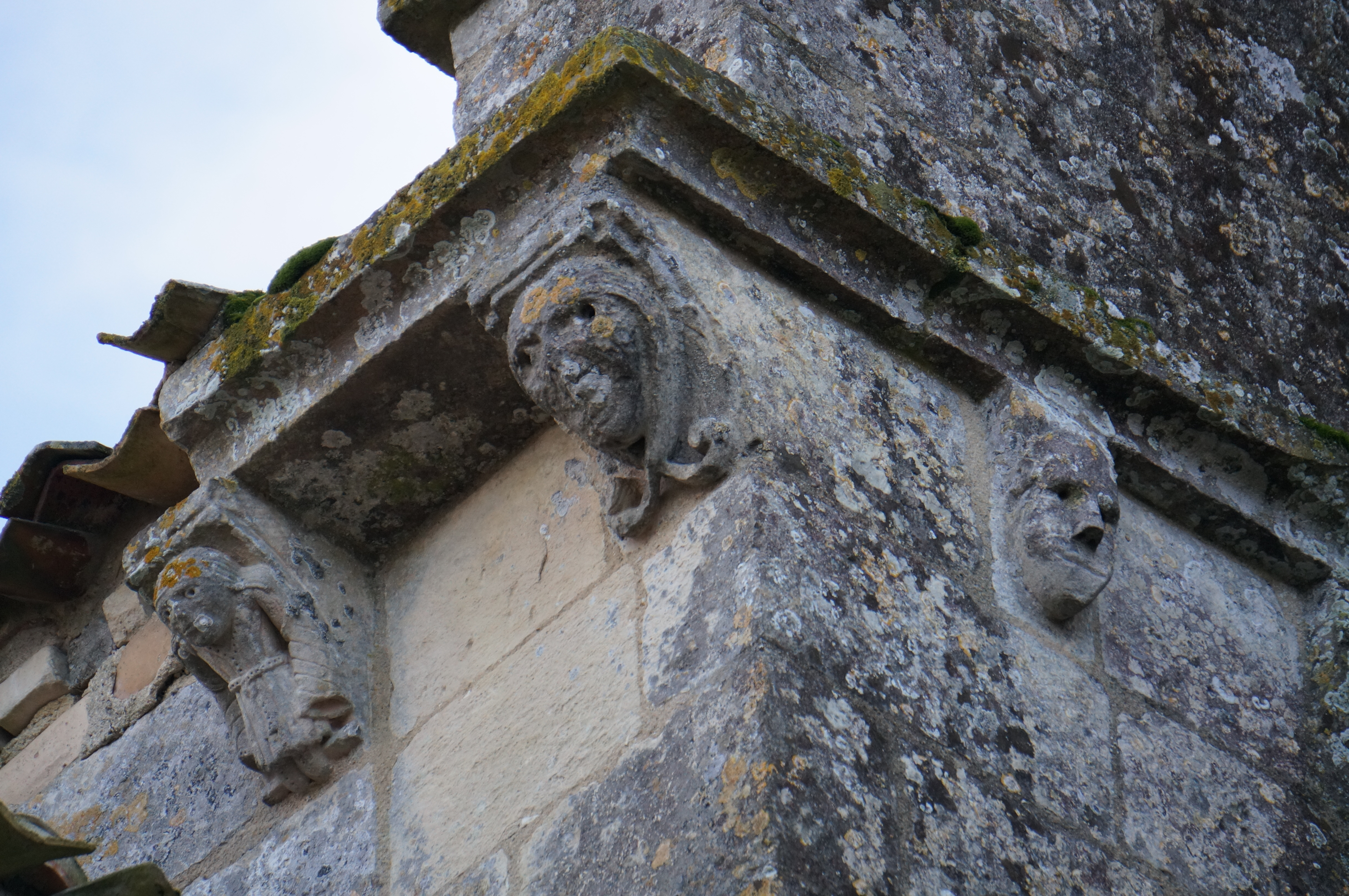
Sculptures sous le toit.
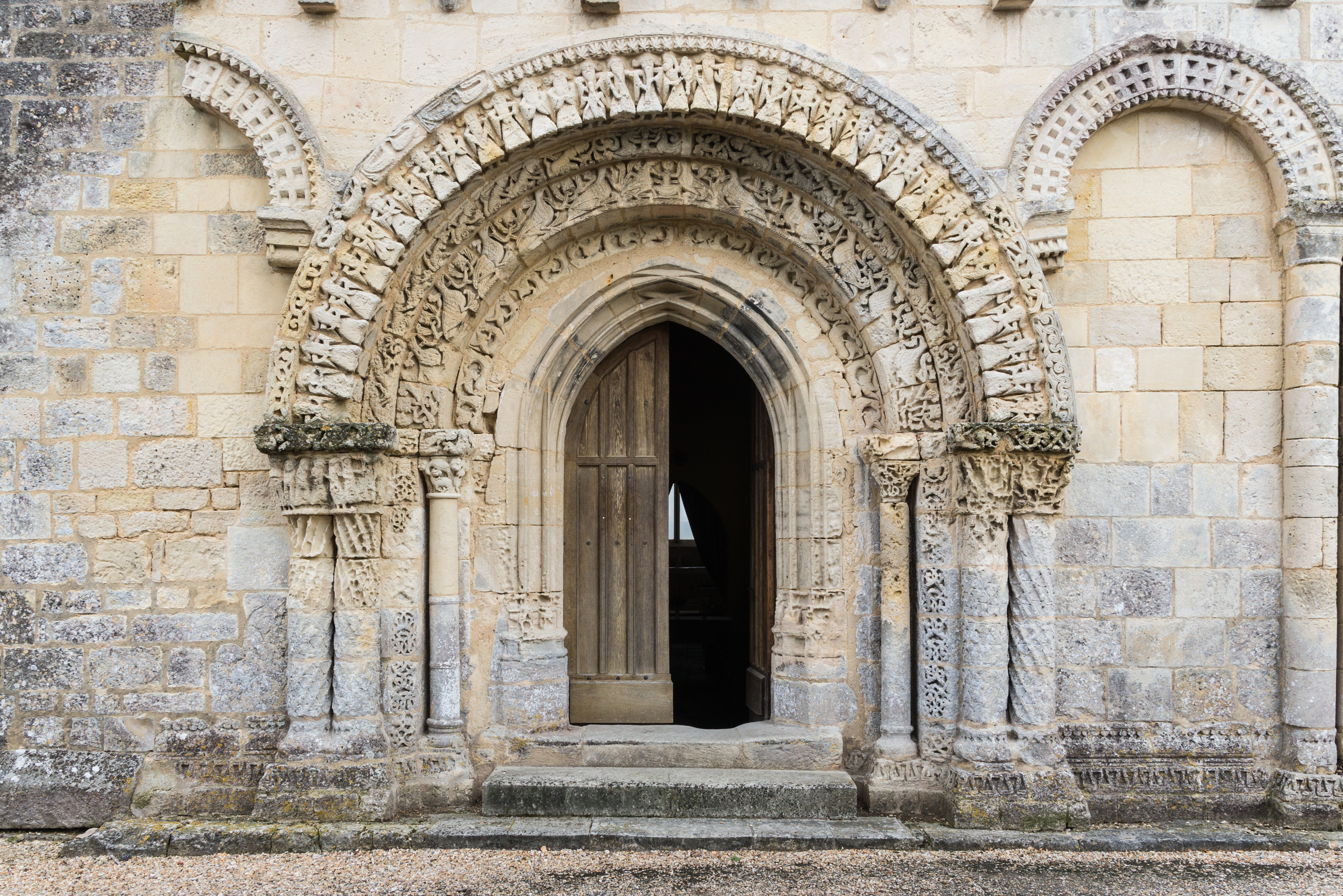
Le portail.
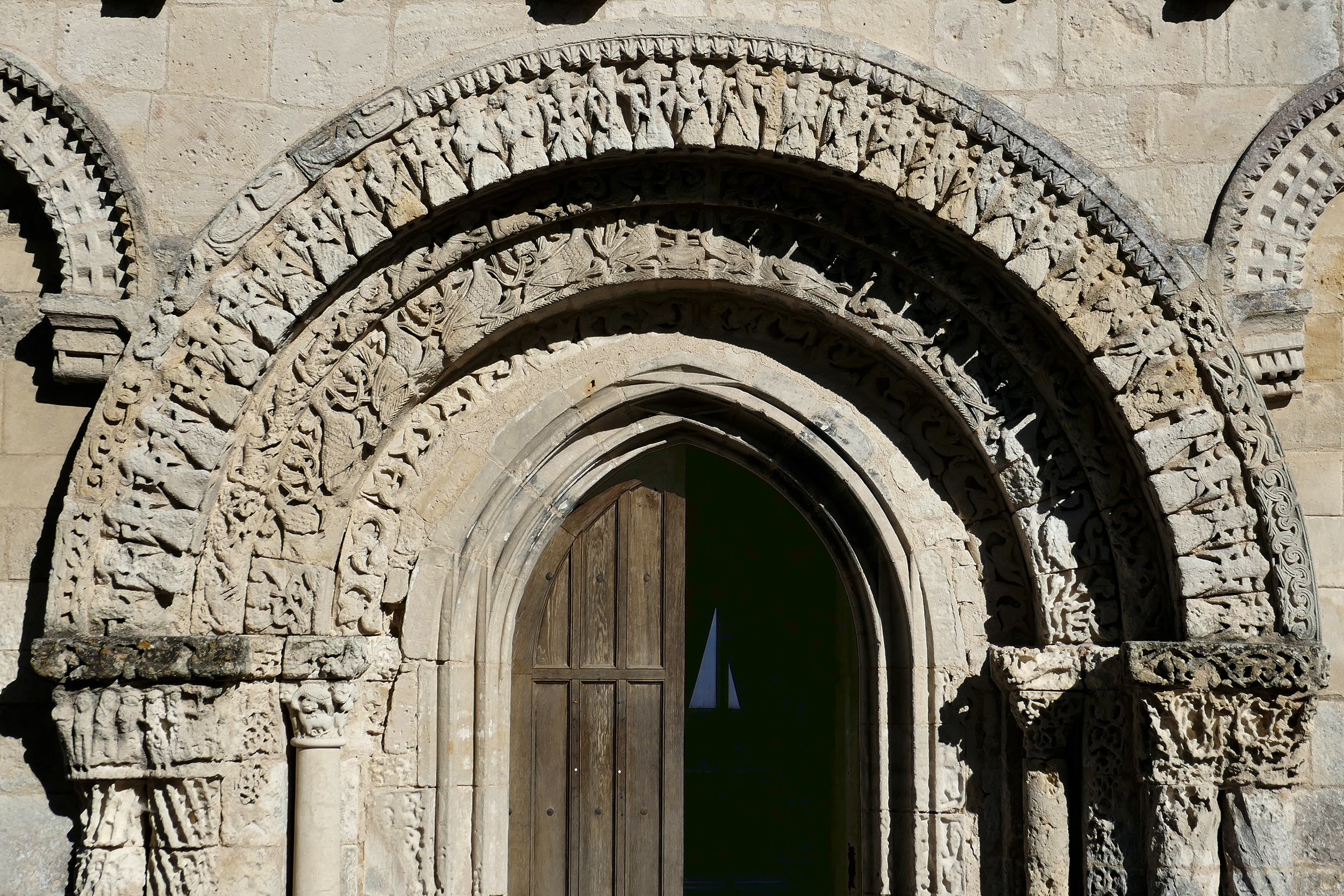
Voussure du portail.
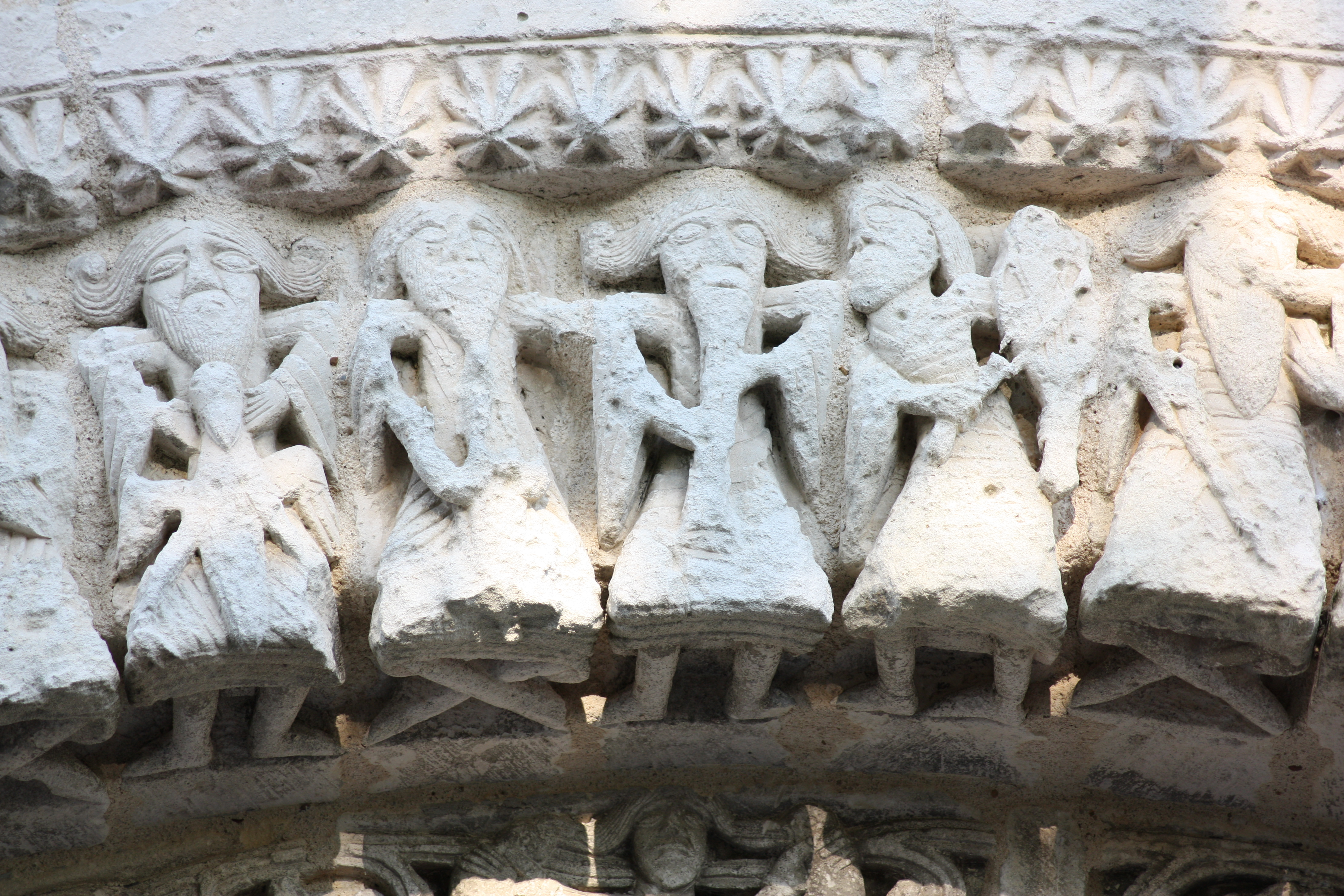
Vieillards.